# Koniec jest bliski
Koniec jest bliski (także: Pozostawieni 2; oryg. Left Behind II: Tribulation Force) − drugi film oparty na serii książek Powieści o czasach ostatecznych, Tima LaHaye'a i Jerry'ego B. Jenkinsa. Film został wyprodukowany przez Cloud Ten Pictures i Namesake Entertainment i dystrybuowany przez Cloud Ten Pictures. Dnia 8 kwietnia 2002 roku pojawiła się wersja filmu dla prywatnych użytkowników.

## Obsada
- Kirk Cameron – Buck Williams
- Elias Zarou – House Speaker
- Clarence Gilyard Jr – Pastor Bruce Barnes
- Brad Johnson – Rayford Steele
- Janaya Stephens – Chloe Steele
- Gordon Currie – Nicolae Carpathia
- Krista Bridges – Ivy Gold
- Christie MacFadyen – Irene Steele
- Christopher Bondy – Steve Plank
- Lubomir Mykytiuk – Rabin Tsion Ben Judah
- Chelsea Noble – Hattie Durham
- Louis Negin – Świadek Moishe
- Leslie Carlson – Świadek Eli
- David Macniven – Chris Smith